# Super Bowl VII
Il Super Bowl VII è stata una partita di football americano tra i campioni della American Football Conference (AFC), i Miami Dolphins, e quelli della National Football Conference (NFC), i Washington Redskins, per decidere il campione della National Football League (NFL) per la stagione 1972. I Dolphins sconfissero i Redskins con un punteggio di 14–7, diventando la prima e unica squadra della storia a completare una stagione perfetta. La gara si tenne il 14 gennaio 1973, al Memorial Coliseum di Los Angeles, California, la seconda volta che questa città ospitò il Super Bowl.
Questa fu la seconda apparizione consecutiva dei Dolphins dopo avere perso il Super Bowl VI. Conclusero la stagione regolare con un record da imbattuti di 14–0, prima di battere i Cleveland Browns e i Pittsburgh Steelers nei playoff. I Redskins erano alla loro prima apparizione al Super Bowl dopo un bilancio di 11–3 nella stagione regolare e vittorie nei playoff contro Green Bay Packerse Dallas Cowboys. Malgrado l'essere imbattuti, i Dolphins erano dati per sfavoriti di un punto, in gran parte a causa della debolezza del loro calendario nella stagione regolare.

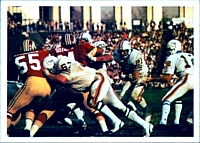
Una fase di gioco del Super Bowl VII

Il Super Bowl VII fu dominato in gran parte dai Dolphins e rimane la seconda edizione con il punteggio più basso di sempre (dopo il Super Bowl LIII, terminato con 16 punti totali), solamente 21 punti. L'unico momento di incertezza si ebbe nei minuti finali, in quella che in seguito fu denominata "Garo's Gaffe". Miami tentò di coronare la sua stagione perfetta con il record di 17–0 quando sul punteggio di 14-0 tentò di segnare altri tre punti con field goal di Garo Yepremian, ma invece la partita fu messa in pericolo quando il calcio venne bloccato. Invece di ricoprire a terra il pallone, il kicker dei Dolphins lo raccolse, tentò un passaggio in avanti, ma questo fu deviato e il cornerback dei Redskins Mike Bass lo ritornò per 49 yard in touchdown. Questa fu la partita in cui una delle due squadre rimase più tempo senza segnare alcun punto, con Washington che lo fece sino a 2.07 minuti dal termine.
La safety dei Dolphins Jake Scott fu nominata MVP della partita. Fece registrare due intercetti ritornandoli per 63 yard, incluso uno per 55 yard partendo dalla propria end zone. Scott divenne il secondo difensore ad essere premiato come MVP nella storia del Super Bowl (dopo il linebacker Chuck Howley nel Super Bowl V).

## Formazioni titolari
Membro della Pro Football Hall of Fame
| Miami           | Ruolo | Washington       |
| --------------- | ----- | ---------------- |
| Attacco         |       |                  |
| Paul Warfield ‡ | WR    | Charley Taylor ‡ |
| Wayne Moore     | LT    | Terry Hermeling  |
| Bob Kuechenberg | LG    | Paul Laaveg      |
| Jim Langer      | C     | Len Hauss        |
| Larry Little    | RG    | John Wilbur      |
| Norm Evans      | RT    | Walt Rock        |
| Marv Fleming    | TE    | Jerry Smith      |
| Howard Twilley  | WR    | Roy Jefferson    |
| Bob Griese ‡    | QB    | Billy Kilmer     |
| Larry Csonka ‡  | FB    | Charley Harraway |
| Jim Kiick       | RB    | Larry Brown      |
| Difesa          |       |                  |
| Vern Den Herder | LE    | Ron McDole       |
| Manny Fernandez | LDT   | Bill Brundige    |
| Bob Heinz       | RDT   | Diron Talbert    |
| Bill Stanfill   | RE    | Verlon Biggs     |
| Doug Swift      | LOLB  | Jack Pardee      |
| Nick Buoniconti | MLB   | Myron Pottios    |
| Mike Kolen      | ROLB  | Chris Hanburger  |
| Lloyd Mumphord  | LCB   | Pat Fischer      |
| Curtis Johnson  | RCB   | Mike Bass        |
| Dick Anderson   | SS    | Brig Owens       |
| Jake Scott      | FS    | Roosevelt Taylor |

## Punti realizzati
- 1° quarto:

touchdown di Howard Twilley su passaggio di 28 yard da Bob Griese (extra-point convertito) - 7-0
- 2° quarto:

touchdown di Jim Kiick su corsa di una yard (extra-point convertito) - 14-0
- 3° quarto:

Nessuno
- 4° quarto:

touchdown di Mike Bass di 49 yard su ritorno di fumble recuperato (extra-point convertito) - 14-7